# Primera División femenina de fútbol sala 2011-12
La temporada 2011-12 de Primera División fue la 18.ª edición de la máxima categoría de la Primera División de fútbol sala femenino de España. La competición se disputa anualmente, empezando a finales del mes de agosto o principios de septiembre, y terminando en el mes de mayo o junio del siguiente año.
La Primera División consta de un grupo único integrado por dieciséis equipos. Siguiendo un sistema de liga, los dieciséis equipos se enfrentan todos contra todos en dos ocasiones -una en campo propio y otra en campo contrario- sumando un total de 30 jornadas. El orden de los encuentros se decide por sorteo antes de empezar la competición. La clasificación final se establece con arreglo a los puntos totales obtenidos por cada equipo al finalizar el campeonato. Los equipos obtienen tres puntos por cada partido ganado, un punto por cada empate y ningún punto por los partidos perdidos. El equipo que más puntos sume al final del campeonato será proclamado campeón de Liga.

## Equipos participantes

### Equipos por comunidades autónomas
| N.º                  | Comunidad autónoma | Equipos                                                                               |
| -------------------- | ------------------ | ------------------------------------------------------------------------------------- |
| Comunidad de Madrid  | 4                  | Atlético Madrid Navalcarnero Majadahonda FSF/Afar 4 FSF Móstoles VP Soto del Real FSF |
| Galicia              | 3                  | CD Burela FS Pescados Rubén Cidade de As Burgas FS Ponte Ourense FSF                  |
| Comunidad Valenciana | 2                  | Universidad de Alicante FSF Femesale Elche                                            |
| Cataluña             | 2                  | C. Queralt Gironella Rubí FS                                                          |
| Navarra              | 1                  | Lacturale CD Orvina                                                                   |
| Andalucía            | 1                  | Cajasur Deportivo Córdoba FS                                                          |
| La Rioja             | 1                  | Rioja Diamante FSF                                                                    |
| Castilla y León      | 1                  | Valladolid FS                                                                         |
| Aragón               | 1                  | Natudelia.com Zaragoza                                                                |

### Ascensos y descensos
Descendieron de forma directa 3 equipos, Ucam Murcia, Ciudad de Alcorcón y Campillos. De Segunda División ascendieron 3 equipos, Rubí, Majadahonda y Universidad de Alicante, siendo este último debutante en la categoría.
| Pos. | Descendidos a 2.ª División |
| ---- | -------------------------- |
| 14   | Ucam Murcia                |
| 15   | Ciudad de Alcorcón         |
| 16   | CD Campillos               |

| Pos.  | Ascendidos de 2.ª División  |
| ----- | --------------------------- |
| Prom. | Rubí FS                     |
| Prom. | Universidad de Alicante FSF |
| Prom. | Majadahonda FSF             |

## Información de los equipos
| Club                         | Ciudad        | Comunidad Autónoma   | Entrenador/a         | Pabellón                            | Aforo |
| ---------------------------- | ------------- | -------------------- | -------------------- | ----------------------------------- | ----- |
| Ponte Ourense FSF            | Orense        | Galicia              | Oscar Álvarez        | Os Remedios                         | 2.500 |
| Atlético Madrid Navalcarnero | Navalcarnero  | Comunidad de Madrid  | Emilio López         | La Estación                         | 1.500 |
| Cajasur Deportivo Córdoba FS | Córdoba       | Andalucía            | David Díaz           | P.M.D. Vistalegre                   | 3.500 |
| FSF Móstoles                 | Móstoles      | Comunidad de Madrid  | Andrés Sanz          | Villafontana                        | 450   |
| Femesale Elche               | Elche         | Comunidad Valenciana | Maravillas Sansano   | Esperanza Lag                       | 2.000 |
| CD Burela FS Pescados Rubén  | Burela        | Galicia              | Javier Pardeiro      | Vista Alegre                        | 1.400 |
| C Queralt Gironella          | Gironella     | Cataluña             | Robert Caneda        | Municipal de Gironella              |       |
| CV Soto del Real FSF         | Soto del Real | Comunidad de Madrid  | Iván Igea            | Municipal Soto del Real             |       |
| Lacturale Gurpea Orvina KE   | Pamplona      | Navarra              | Leandro Fernández    | Ezkaba                              |       |
| Diamante Logroño             | Logroño       | La Rioja             | Álvaro Cordón        | Palacio de los Deportes de La Rioja | 4.000 |
| Cidade de As Burgas FS       | Orense        | Galicia              | Manolo Codeso        | Os Remedios                         | 2.500 |
| Valladolid FS                | Valladolid    | Castilla y León      | Paco Mellado         | Lalo García                         |       |
| Natudelia.com Zaragoza       | Zaragoza      | Aragón               | Luis Ángel Corredera | La Granja                           |       |
| Majadahonda FSF /AFAR 4      | Majadahonda   | Comunidad de Madrid  | José Ramón Cano      | La Granadilla                       | 200   |
| Universidad de Alicante FSF  | Alicante      | Comunidad Valenciana | Carlos Navarro       | Universidad de Alicante             |       |
| Rubí FS                      | Rubí          | Cataluña             | Rafael Merino        | La Llana                            |       |

### Cambios de entrenadores
| Equipo                       | Entrenador (Jornadas)       | Fecha de vacante    | Posición en la tabla | Entrenador entrante  | Fecha de nombramiento |
| ---------------------------- | --------------------------- | ------------------- | -------------------- | -------------------- | --------------------- |
| Atlético Madrid Navalcarnero | Emilio López (1-14)         | 23 de enero de 2012 | 3.º                  | Carlos Pulido (15- ) | 23 de enero de 2012   |
| Natudelia.com Zaragoza       | Luis Ángel Corredera (1-21) | 23 de marzo de 2012 | 14.º                 | Juanjo Silva (22- )  | 23 de marzo de 2012   |

## Clasificación
|                                          |     | Equipos                      | PJ | G  | E  | P | GF | GC  | Dif. | Pts. |
| ---------------------------------------- | --- | ---------------------------- | -- | -- | -- | - | -- | --- | ---- | ---- |
|                                          | 1.  | Atlético Madrid Navalcarnero | 70 | 30 | 23 | 1 | 6  | 133 | 70   | +63  |
|                                          | 2.  | FSF Móstoles                 | 66 | 30 | 21 | 3 | 6  | 137 | 82   | +55  |
|                                          | 3.  | Burela FS Pescados Rubén     | 65 | 30 | 21 | 2 | 7  | 122 | 45   | +77  |
|                                          | 4.  | Ponte Ourense                | 63 | 30 | 20 | 3 | 7  | 134 | 63   | +71  |
|                                          | 5.  | C. Queralt Gironella         | 63 | 30 | 20 | 3 | 7  | 103 | 58   | +45  |
|                                          | 6.  | Cajasur Deportivo Córdoba    | 63 | 30 | 19 | 6 | 5  | 152 | 77   | +76  |
|                                          | 7.  | Femesale Elche               | 47 | 30 | 14 | 5 | 11 | 87  | 85   | +2   |
|                                          | 8.  | Universidad de Alicante      | 42 | 30 | 13 | 3 | 14 | 102 | 92   | +10  |
|                                          | 9.  | Lacturale CD Orvina          | 33 | 30 | 10 | 3 | 17 | 95  | 129  | -34  |
|                                          | 10. | VP Soto del Real FSF         | 33 | 30 | 10 | 3 | 17 | 96  | 123  | -27  |
|                                          | 11. | Diamante Logroño             | 32 | 30 | 9  | 5 | 16 | 53  | 87   | -34  |
|                                          | 12. | Cidade de As Burgas          | 31 | 30 | 9  | 4 | 17 | 73  | 96   | -23  |
|                                          | 13. | Valladolid FSF               | 29 | 30 | 8  | 5 | 17 | 71  | 104  | -33  |
|                                          | 14. | Natudelia.com Zaragoza       | 27 | 30 | 8  | 3 | 19 | 81  | 128  | -47  |
|                                          | 15. | Majadahonda FSF/Afar 4       | 15 | 30 | 4  | 3 | 23 | 85  | 200  | -115 |
|                                          | 16. | Rubí FS                      | 14 | 30 | 4  | 2 | 24 | 73  | 158  | -85  |
| Última actualización: 2 de junio de 2012 |     |                              |    |    |    |   |    |     |      |      |

|  | Campeón de Liga y clasificado para la Copa de la Reina 2012 |
|  | Clasificado para la Copa de la Reina 2012                   |
|  | Descendido a Segunda División 2012-13                       |

| Bandera de la Comunidad de Madrid               |
| Campeón Atlético Madrid Navalcarnero 1.º título |

### Evolución de la clasificación
| Equipo / Jornada | 1  | 2  | 3  | 4  | 5  | 6  | 7  | 8  | 9  | 10 | 11 | 12 | 13 | 14 | 15 | 16 | 17 | 18 | 19 | 20 | 21 | 22 | 23 | 24 | 25 | 26 | 27 | 28 | 29 | 30 |
| Equipo / Jornada |    |    |    |    |    |    |    |    |    |    |    |    |    |    |    |    |    |    |    |    |    |    |    |    |    |    |    |    |    |    |
| ---------------- | -- | -- | -- | -- | -- | -- | -- | -- | -- | -- | -- | -- | -- | -- | -- | -- | -- | -- | -- | -- | -- | -- | -- | -- | -- | -- | -- | -- | -- | -- |
| Atl. Madrid      | 4  | 2  | 8  | 4  | 2  | 1  | 1  | 4  | 4  | 4  | 3  | 4  | 3  | 3  | 2  | 1  | 1  | 1  | 1  | 1  | 1  | 1  | 1  | 1  | 1  | 1  | 1  | 1  | 1  | 1  |
| Móstoles         | 6  | 1  | 7  | 3  | 7  | 5  | 4  | 3  | 3  | 3  | 2  | 2  | 2  | 2  | 1  | 3  | 2  | 2  | 3  | 3  | 3  | 3  | 3  | 3  | 2  | 2  | 2  | 2  | 2  | 2  |
| Burela           | 11 | 10 | 11 | 12 | 9  | 8  | 9  | 11 | 11 | 9  | 8  | 8  | 7  | 7  | 7  | 7  | 7  | 7  | 7  | 6  | 6  | 5  | 4  | 4  | 3  | 3  | 5  | 5  | 3  | 3  |
| Ponte Ourense    | 1  | 5  | 4  | 2  | 6  | 6  | 6  | 5  | 7  | 6  | 5  | 5  | 5  | 5  | 4  | 4  | 3  | 3  | 2  | 2  | 2  | 2  | 2  | 2  | 4  | 4  | 3  | 3  | 5  | 4  |
| Gironella        | 7  | 4  | 2  | 6  | 4  | 2  | 2  | 2  | 2  | 2  | 4  | 3  | 4  | 4  | 5  | 5  | 4  | 5  | 4  | 5  | 5  | 6  | 6  | 6  | 6  | 5  | 4  | 4  | 6  | 5  |
| Córdoba          | 2  | 6  | 3  | 1  | 1  | 3  | 3  | 1  | 1  | 1  | 1  | 1  | 1  | 1  | 3  | 2  | 5  | 4  | 5  | 4  | 4  | 4  | 5  | 5  | 5  | 6  | 6  | 6  | 4  | 6  |
| Femesala Elche   | 3  | 3  | 1  | 5  | 3  | 4  | 5  | 6  | 5  | 7  | 6  | 6  | 6  | 6  | 6  | 6  | 6  | 6  | 6  | 7  | 7  | 7  | 7  | 7  | 8  | 7  | 8  | 7  | 7  | 7  |
| Univ. Alicante   | 5  | 9  | 9  | 11 | 10 | 9  | 10 | 8  | 6  | 5  | 7  | 7  | 8  | 8  | 8  | 8  | 8  | 8  | 8  | 8  | 8  | 8  | 8  | 8  | 7  | 8  | 7  | 8  | 8  | 8  |
| Orvina           | 8  | 7  | 5  | 8  | 5  | 7  | 7  | 10 | 8  | 8  | 10 | 10 | 9  | 10 | 11 | 10 | 9  | 9  | 10 | 9  | 9  | 9  | 9  | 9  | 9  | 10 | 9  | 9  | 10 | 9  |
| Soto del Real    | 15 | 14 | 12 | 9  | 11 | 12 | 11 | 9  | 10 | 10 | 9  | 9  | 10 | 9  | 9  | 9  | 10 | 10 | 11 | 11 | 11 | 11 | 11 | 11 | 11 | 9  | 10 | 10 | 9  | 10 |
| Diamante Rioja   | 14 | 13 | 14 | 15 | 14 | 14 | 14 | 15 | 12 | 12 | 13 | 13 | 13 | 13 | 14 | 14 | 14 | 14 | 13 | 14 | 12 | 14 | 14 | 14 | 13 | 14 | 13 | 11 | 11 | 11 |
| Cidade As Burgas | 9  | 8  | 6  | 7  | 8  | 10 | 12 | 12 | 13 | 13 | 12 | 12 | 11 | 11 | 10 | 11 | 11 | 11 | 9  | 10 | 10 | 10 | 10 | 10 | 10 | 11 | 11 | 12 | 12 | 12 |
| Valladolid       | 13 | 12 | 13 | 13 | 13 | 13 | 13 | 13 | 14 | 14 | 14 | 14 | 14 | 15 | 15 | 15 | 15 | 15 | 15 | 12 | 13 | 12 | 12 | 12 | 12 | 12 | 12 | 13 | 13 | 13 |
| Zaragoza         | 12 | 16 | 15 | 16 | 16 | 16 | 16 | 16 | 16 | 16 | 16 | 16 | 16 | 14 | 13 | 12 | 12 | 12 | 12 | 13 | 14 | 13 | 13 | 13 | 14 | 13 | 14 | 14 | 14 | 14 |
| Majadahonda      | 16 | 15 | 16 | 14 | 15 | 15 | 15 | 14 | 15 | 15 | 15 | 15 | 15 | 16 | 16 | 16 | 16 | 16 | 16 | 16 | 16 | 16 | 16 | 16 | 16 | 16 | 16 | 16 | 16 | 15 |
| Rubí FS          | 10 | 11 | 10 | 10 | 12 | 11 | 8  | 7  | 9  | 11 | 11 | 11 | 12 | 12 | 12 | 13 | 13 | 13 | 14 | 15 | 15 | 15 | 15 | 15 | 15 | 15 | 15 | 15 | 15 | 16 |

## Resultados
Los horarios corresponden a la CET (Hora Central Europea) UTC+1 en horario estándar y UTC+2 en horario de verano.
| Cidade de As Burgas          | 3 - 3  | Lacturale CD Orvina        | 10 de septiembre | 17:00 | Los Remedios     | 300 |
| Atlético Madrid Navalcarnero | 7 - 0  | Diamante Rioja             | 10 de septiembre | 18:00 | La Estación      | 300 |
| C. Queralt Gironella         | 3 - 1  | Rubí FS                    | 10 de septiembre | 18:00 | Mun. Gironella   | 300 |
| Cajasur Córdoba              | 8 - 0  | VP Soto del Real           | 10 de septiembre | 18:00 | PDM Vista Alegre | 200 |
| Natudelia.com Zaragoza       | 3 - 7  | CD Universidad de Alicante | 10 de septiembre | 18:30 | La Granja        | 350 |
| Burela FS Pescados Rubén     | 0 - 3  | FSF Móstoles               | 10 de septiembre | 18:30 | Vista Alegre     | 500 |
| Femesale Elche               | 8 - 1  | Valladolid FSF             | 10 de septiembre | 19:00 | Esperanza Lag    | 300 |
| Majadahonda FSF/Afar 4       | 2 - 11 | Ponte Ourense              | 10 de septiembre | 20:00 | La Granadilla    | 100 |

| Diamante Logroño           | 1 - 4  | Cidade de As Burgas          | 17 de septiembre | 16:00 | Pal. Deportes  | 100 |
| Rubí FS                    | 4 - 5  | Femesala Elche               | 17 de septiembre | 17:00 | La Llana       | 600 |
| Ponte Ourense              | 2 - 2  | Cajasur Córdoba              | 17 de septiembre | 17:00 | Los Remedios   | 500 |
| VP Soto del Real           | 0 - 2  | Burela FS Pescados Rubén     | 17 de septiembre | 18:00 | Mun. Soto Real | 300 |
| FSF Móstoles               | 11 - 1 | Natudelia.com Zaragoza       | 17 de septiembre | 18:30 | Villafontana   | 250 |
| CD Universidad de Alicante | 3 - 5  | C. Queralt Gironella         | 17 de septiembre | 19:00 | Univ. Alicante | 250 |
| Valladolid FSF             | 1 - 3  | Atlético Madrid Navalcarnero | 17 de septiembre | 19:30 | Lalo García    | 325 |
| Lacturale CD Orvina        | 6 - 2  | Majadahonda FSF/Afar 4       | 18 de septiembre | 12:30 | Ezkaba         | 200 |

| Cidade de As Burgas          | 7 - 3 | Valladolid FSF             | 24 de septiembre | 17:00 | Los Remedios   | 200 |
| C. Queralt Gironella         | 3 - 1 | FSF Móstoles               | 24 de septiembre | 17:30 | Mun. Gironella | 350 |
| Burela FS Pescados Rubén     | 0 - 1 | Ponte Ourense              | 24 de septiembre | 17:30 | Vista Alegre   | 400 |
| Atlético Madrid Navalcarnero | 2 - 3 | Rubí FS                    | 24 de septiembre | 18:00 | La Estación    | 300 |
| Natudelia.com Zaragoza       | 1 - 5 | VP Soto del Real           | 24 de septiembre | 18:30 | La Granja      | 350 |
| Femesala Elche               | 6 - 3 | CD Universidad de Alicante | 24 de septiembre | 19:00 | Esperanza Lag  | 700 |
| Lacturale CD Orvina          | 6 - 2 | Diamante Logroño           | 24 de septiembre | 19:30 | Ezkaba         | 350 |
| Majadahonda FSF/Afar 4       | 3 - 9 | Cajasur Córdoba            | 24 de septiembre | 20:00 | La Granadilla  | 100 |

| Rubí FS                    | 3 - 3 | Cidade de As Burgas          | 1 de octubre | 17:00 | La Llana         | 200 |
| Ponte Ourense              | 6 - 0 | Natudelia.com Zaragoza       | 1 de octubre | 17:00 | Los Remedios     | 400 |
| VP Soto del Real           | 4 - 2 | C. Queralt Gironella         | 1 de octubre | 17:30 | Mun. Soto Real   | 300 |
| FSF Móstoles               | 8 - 1 | Femesala Elche               | 1 de octubre | 18:30 | Villafontana     | 200 |
| Cajasur Córdoba            | 6 - 4 | Burela FS Pescados Rubén     | 1 de octubre | 18:30 | PDM Vista Alegre | 200 |
| CD Universidad de Alicante | 1 - 2 | Atlético Madrid Navalcarnero | 1 de octubre | 19:15 | Univ. Alicante   | n/d |
| Valladolid FSF             | 7 - 4 | Lacturale CD Orvina          | 1 de octubre | 19:30 | Lalo García      | 350 |
| Diamante Logroño           | 1 - 4 | Majadahonda FSF/Afar 4       | 2 de octubre | 12:30 | Pal. Deportes    | 150 |

| Cidade de As Burgas          | 1 - 3  | CD Universidad de Alicante | 15 de octubre | 17:00 | Los Remedios   | 300 |
| Diamante Logroño             | 2 - 1  | Valladolid FSF             | 15 de octubre | 18:00 | Pal. Deportes  | 250 |
| C. Queralt Gironella         | 4 - 2  | Ponte Ourense              | 15 de octubre | 18:15 | Mun. Gironella | 300 |
| Natudelia.com Zaragoza       | 1 - 6  | Cajasur Córdoba            | 15 de octubre | 18:30 | La Granja      | 200 |
| Femesala Elche               | 4 - 1  | VP Soto del Real           | 15 de octubre | 19:00 | Esperanza Lag  | 200 |
| Lacturale CD Orvina          | 11 - 2 | Rubí FS                    | 15 de octubre | 19:30 | Ezkaba         | 250 |
| Majadahonda FSF/Afar 4       | 2 - 7  | Burela FS Pescados Rubén   | 15 de octubre | 20:00 | La Granadilla  | 100 |
| Atlético Madrid Navalcarnero | 4 - 1  | FSF Móstoles               | 16 de octubre | 12:00 | La Estación    | 600 |

| Rubí FS                    | 1 - 0 | Diamante Logroño             | 22 de octubre | 17:00 | La Llana         | 250 |
| Ponte Ourense              | 3 - 3 | Femesala Elche               | 22 de octubre | 17:00 | Los Remedios     | 600 |
| Cajasur Córdoba            | 1 - 2 | C. Queralt Gironella         | 22 de octubre | 17:30 | PDM Vista Alegre | 200 |
| VP Soto del Real           | 2 - 3 | Atlético Madrid Navalcarnero | 22 de octubre | 18:00 | Mun. Soto Real   | 300 |
| FSF Móstoles               | 5 - 2 | Cidade de As Burgas          | 22 de octubre | 18:30 | Villafontana     | 200 |
| Burela FS Pescados Rubén   | 2 - 0 | Natudelia.com Zaragoza       | 22 de octubre | 18:30 | Vista Alegre     | 300 |
| CD Universidad de Alicante | 5 - 3 | Lacturale CD Orvina          | 22 de octubre | 19:00 | Univ. Alicante   | 200 |
| Valladolid FSF             | 2 - 1 | Majadahonda FSF/Afar 4       | 22 de octubre | 19:30 | Lalo García      | 300 |

| Cidade de As Burgas          | 3 - 4 | VP Soto del Real           | 29 de octubre | 17:00 | Los Remedios   | 300 |
| Diamante Logroño             | 3 - 2 | CD Universidad de Alicante | 29 de octubre | 18:00 | Pal. Deportes  | 350 |
| Atlético Madrid Navalcarnero | 3 - 2 | Ponte Ourense              | 29 de octubre | 18:00 | La Estación    | 500 |
| C. Queralt Gironella         | 4 - 3 | Burela FS Pescados Rubén   | 29 de octubre | 18:15 | Mun. Gironella | 300 |
| Femesala Elche               | 0 - 5 | Cajasur Córdoba            | 29 de octubre | 18:30 | Esperanza Lag  | 250 |
| Lacturale CD Orvina          | 3 - 5 | FSF Móstoles               | 29 de octubre | 19:30 | Ezkaba         | 400 |
| Valladolid FSF               | 2 - 7 | Rubí FS                    | 29 de octubre | 20:00 | Lalo García    | 250 |
| Majadahonda FSF/Afar 4       | 5 - 2 | Natudelia.com Zaragoza     | 29 de octubre | 20:00 | La Granadilla  | 50  |

| Cajasur Córdoba            | 5 - 1 | Atlético Madrid Navalcarnero | 5 de noviembre | 16:15 | PDM Vista Alegre | 400  |
| Rubí FS                    | 8 - 7 | Majadahonda FSF/Afar 4       | 5 de noviembre | 17:00 | La Llana         | 100  |
| Ponte Ourense              | 6 - 1 | Cidade de As Burgas          | 5 de noviembre | 17:00 | Los Remedios     | 1200 |
| VP Soto del Real           | 5 - 4 | Lacturale CD Orvina          | 5 de noviembre | 18:00 | Mun. Soto Real   | 200  |
| FSF Móstoles               | 5 - 1 | Diamante Logroño             | 5 de noviembre | 18:30 | Villafontana     | 300  |
| Burela FS Pescados Rubén   | 2 - 2 | Femesala Elche               | 5 de noviembre | 18:30 | Vista Alegre     | 200  |
| Natudelia.com Zaragoza     | 3 - 3 | C. Queralt Gironella         | 5 de noviembre | 18:30 | La Granja        | 350  |
| CD Universidad de Alicante | 6 - 4 | Valladolid FSF               | 5 de noviembre | 19:00 | Univ. Alicante   | 200  |

| Rubí FS                      | 0 - 4 | CD Universidad de Alicante | 12 de noviembre | 17:00 | La Llana      | 200 |
| Cidade de As Burgas          | 2 - 6 | Cajasur Córdoba            | 12 de noviembre | 17:00 | Los Remedios  | 300 |
| Diamante Logroño             | 5 - 3 | VP Soto del Real           | 12 de noviembre | 18:00 | Pal. Deportes | 250 |
| Atlético Madrid Navalcarnero | 2 - 1 | Burela FS Pescados Rubén   | 12 de noviembre | 18:00 | La Estación   | 300 |
| Femesala Elche               | 5 - 2 | Natudelia.com Zaragoza     | 12 de noviembre | 19:00 | Esperanza Lag | 250 |
| Lacturale CD Orvina          | 4 - 3 | Ponte Ourense              | 12 de noviembre | 19:30 | Ezkaba        | 500 |
| Majadahonda FSF/Afar 4       | 1 - 8 | C. Queralt Gironella       | 12 de noviembre | 20:00 | La Granadilla | 100 |
| Valladolid FSF               | 1 - 7 | FSF Móstoles               | 12 de noviembre | 20:00 | Lalo García   | 300 |

| Ponte Ourense              | 3 - 1 | Diamante Logroño             | 19 de noviembre | 17:00 | Los Remedios     | 500 |
| C. Queralt Gironella       | 5 - 2 | Femesala Elche               | 19 de noviembre | 17:30 | Mun. Gironella   | 250 |
| VP Soto del Real           | 2 - 2 | Valladolid FSF               | 19 de noviembre | 18:00 | Mun. Soto Real   | 300 |
| FSF Móstoles               | 7 - 4 | Rubí FS                      | 19 de noviembre | 18:30 | Villafontana     | 300 |
| Burela FS Pescados Rubén   | 5 - 0 | Cidade de As Burgas          | 19 de noviembre | 18:30 | Vista Alegre     | 300 |
| Natudelia.com Zaragoza     | 1 - 7 | Atlético Madrid Navalcarnero | 19 de noviembre | 18:30 | La Granja        | 300 |
| CD Universidad de Alicante | 7 - 2 | Majadahonda FSF/Afar 4       | 19 de noviembre | 19:00 | Univ. Alicante   | 400 |
| Cajasur Córdoba            | 3 - 1 | Lacturale CD Orvina          | 20 de noviembre | 12:30 | PDM Vista Alegre | 300 |

| Atlético Madrid Navalcarnero | 6 - 3 | C. Queralt Gironella     | 17 de diciembre | 16:30 | La Estación    | 300 |
| Rubí FS                      | 4 - 5 | VP Soto del Real         | 17 de diciembre | 17:00 | La Llana       | 250 |
| Cidade de As Burgas          | 2 - 1 | Natudelia.com Zaragoza   | 17 de diciembre | 17:00 | Los Remedios   | 300 |
| Diamante Logroño             | 0 - 8 | Cajasur Córdoba          | 17 de diciembre | 17:30 | Univ Rioja     | 150 |
| Majadahonda FSF/Afar 4       | 2 - 7 | Femesala Elche           | 17 de diciembre | 19:00 | La Granadilla  | 50  |
| CD Universidad de Alicante   | 4 - 5 | FSF Móstoles             | 17 de diciembre | 19:00 | Univ. Alicante | 200 |
| Lacturale CD Orvina          | 1 - 6 | Burela FS Pescados Rubén | 17 de diciembre | 19:30 | Ezkaba         | 400 |
| Valladolid FSF               | 2 - 5 | Ponte Ourense            | 17 de diciembre | 20:00 | Lalo García    | 200 |

| Ponte Ourense            | 11 - 4 | Rubí FS                      | 7 de enero | 17:00 | Los Remedios     | 400 |
| C. Queralt Gironella     | 3 - 1  | Cidade de As Burgas          | 7 de enero | 17:30 | Mun. Gironella   | 700 |
| VP Soto del Real         | 2 - 6  | CD Universidad de Alicante   | 7 de enero | 18:00 | Mun. Soto Real   | 300 |
| FSF Móstoles             | 9 - 2  | Majadahonda FSF/Afar 4       | 7 de enero | 18:30 | Villafontana     | 300 |
| Cajasur Córdoba          | 2 - 1  | Valladolid FSF               | 7 de enero | 18:30 | PDM Vista Alegre | 300 |
| Burela FS Pescados Rubén | 7 - 0  | Diamante Logroño             | 7 de enero | 18:30 | Vista Alegre     | 300 |
| Natudelia.com Zaragoza   | 10 - 2 | Lacturale CD Orvina          | 7 de enero | 18:30 | La Granja        | 300 |
| Femesala Elche           | 4 - 2  | Atlético Madrid Navalcarnero | 7 de enero | 19:15 | Esperanza Lag    | 400 |

| Rubí FS                    | 3 - 8  | Cajasur Córdoba              | 14 de enero | 17:00 | La Llana       | 200 |
| Cidade de As Burgas        | 3 - 1  | Femesala Elche               | 14 de enero | 17:00 | Los Remedios   | 300 |
| FSF Móstoles               | 7 - 4  | VP Soto del Real             | 14 de enero | 18:30 | Villafontana   | 350 |
| CD Universidad de Alicante | 2 - 7  | Ponte Ourense                | 14 de enero | 19:00 | Univ. Alicante | 250 |
| Lacturale CD Orvina        | 3 - 2  | C. Queralt Gironella         | 14 de enero | 19:30 | Ezkaba         | 450 |
| Valladolid FSF             | 2 - 5  | Burela FS Pescados Rubén     | 14 de enero | 20:00 | Lalo García    | 250 |
| Majadahonda FSF/Afar 4     | 5 - 11 | Atlético Madrid Navalcarnero | 14 de enero | 20:00 | La Granadilla  | 200 |
| Diamante Logroño           | 1 - 1  | Natudelia.com Zaragoza       | 15 de enero | 12:00 | Pal. Deportes  | 250 |

| Ponte Ourense                | 2 - 0 | FSF Móstoles               | 21 de enero | 17:00 | Los Remedios     | 700 |
| C. Queralt Gironella         | 3 - 0 | Diamante Logroño           | 21 de enero | 17:30 | Mun. Gironella   | 400 |
| Atlético Madrid Navalcarnero | 6 - 3 | Cidade de As Burgas        | 21 de enero | 18:00 | La Estación      | 350 |
| Cajasur Córdoba              | 4 - 4 | CD Universidad de Alicante | 21 de enero | 18:30 | PDM Vista Alegre | 300 |
| Burela FS Pescados Rubén     | 6 - 0 | Rubí FS                    | 21 de enero | 18:30 | Vista Alegre     | 300 |
| Femesala Elche               | 6 - 1 | Lacturale CD Orvina        | 21 de enero | 18:30 | Esperanza Lag    | 300 |
| Natudelia.com Zaragoza       | 8 - 5 | Valladolid FSF             | 21 de enero | 18:30 | La Granja        | 200 |
| Majadahonda FSF/Afar 4       | 2 - 6 | VP Soto del Real           | 21 de enero | 20:00 | La Granadilla    | 100 |

| Rubí FS                    | 1 - 4 | Natudelia.com Zaragoza       | 28 de enero | 17:00 | La Llana       | 300 |
| Cidade de As Burgas        | 5 - 2 | Majadahonda FSF/Afar 4       | 28 de enero | 17:00 | Los Remedios   | 300 |
| VP Soto del Real           | 1 - 2 | Ponte Ourense                | 28 de enero | 18:00 | Mun. Soto Real | 200 |
| Diamante Logroño           | 0 - 1 | Femesala Elche               | 28 de enero | 18:00 | Pal. Deportes  | 300 |
| FSF Móstoles               | 7 - 1 | Cajasur Córdoba              | 28 de enero | 18:30 | Villafontana   | 500 |
| CD Universidad de Alicante | 2 - 2 | Burela FS Pescados Rubén     | 28 de enero | 19:00 | Univ. Alicante | 200 |
| Lacturale CD Orvina        | 1 - 4 | Atlético Madrid Navalcarnero | 28 de enero | 19:30 | Ezkaba         | 450 |
| Valladolid FSF             | 2 - 2 | C. Queralt Gironella         | 28 de enero | 20:00 | Lalo García    | 100 |

| Rubí FS                    | 0 - 5  | C. Queralt Gironella         | 4 de febrero | 17:00 | La Llana       | 300 |
| Ponte Ourense              | 13 - 0 | Majadahonda FSF/Afar 4       | 4 de febrero | 17:00 | Los Remedios   | 700 |
| Diamante Logroño           | 0 - 1  | Atlético Madrid Navalcarnero | 4 de febrero | 18:00 | Pal. Deportes  | 400 |
| VP Soto del Real           | 5 - 5  | Cajasur Córdoba              | 4 de febrero | 18:00 | Mun. Soto Real | 200 |
| FSF Móstoles               | 2 - 11 | Burela FS Pescados Rubén     | 4 de febrero | 18:30 | Villafontana   | 300 |
| CD Universidad de Alicante | 1 - 3  | Natudelia.com Zaragoza       | 4 de febrero | 19:00 | Univ. Alicante | 100 |
| Lacturale CD Orvina        | 3 - 2  | Cidade de As Burgas          | 4 de febrero | 19:30 | Ezkaba         | 400 |
| Valladolid FS              | 0 - 3  | Femesala Elche               | 4 de febrero | 19:30 | Lalo García    | 150 |

| Cidade de As Burgas          | 1 - 0 | Diamante Logroño           | 11 de febrero | 17:00 | Los Remedios     | 400 |
| C. Queralt Gironella         | 6 - 0 | CD Universidad de Alicante | 11 de febrero | 17:30 | Mun. Gironella   | 300 |
| Atlético Madrid Navalcarnero | 2 - 1 | Valladolid FS              | 11 de febrero | 18:00 | La Estación      | 350 |
| Majadahonda FSF/Afar 4       | 4 - 5 | Lacturale CD Orvina        | 11 de febrero | 18:30 | La Granadilla    | 150 |
| Natudelia.com Zaragoza       | 1 - 3 | FSF Móstoles               | 11 de febrero | 18:30 | La Granja        | 300 |
| Burela FS Pescados Rubén     | 3 - 2 | VP Soto del Real           | 11 de febrero | 18:30 | Vista Alegre     | 500 |
| Cajasur Córdoba              | 0 - 5 | Ponte Ourense              | 11 de febrero | 18:30 | PDM Vista Alegre | 500 |
| Femesala Elche               | 2 - 2 | Rubí FS                    | 11 de febrero | 19:15 | Esperanza Lag    | 300 |

| Diamante Logroño           | 4 - 2  | Lacturale CD Orvina          | 18 de febrero | 16:00 | Pal. Deportes    | 200 |
| Ponte Ourense              | 4 - 3  | Burela FS Pescados Rubén     | 18 de febrero | 17:00 | Los Remedios     | 500 |
| Rubí FS                    | 1 - 6  | Atlético Madrid Navalcarnero | 18 de febrero | 17:00 | La Llana         | 300 |
| VP Soto del Real           | 5 - 5  | Natudelia.com Zaragoza       | 18 de febrero | 18:00 | Mun. Soto Real   | 200 |
| FSF Móstoles               | 2 - 0  | C. Queralt Gironella         | 18 de febrero | 18:30 | Villafontana     | 300 |
| Cajasur Córdoba            | 13 - 3 | Majadahonda FSF/Afar 4       | 18 de febrero | 18:30 | PDM Vista Alegre | 200 |
| CD Universidad de Alicante | 4 - 0  | Femesala Elche               | 18 de febrero | 19:00 | Univ. Alicante   | 400 |
| Valladolid FS              | 2 - 0  | Cidade de As Burgas          | 19 de febrero | 12:30 | Lalo García      | 200 |

| Atlético Madrid Navalcarnero | 4 - 3 | CD Universidad de Alicante | 25 de febrero | 16:30 | La Estación    | 200 |
| Cidade de As Burgas          | 5 - 2 | Rubí FS                    | 25 de febrero | 17:00 | Los Remedios   | 300 |
| C. Queralt Gironella         | 4 - 1 | VP Soto del Real           | 25 de febrero | 17:00 | Mun. Gironella | 300 |
| Natudelia.com Zaragoza       | 2 - 5 | Ponte Ourense              | 25 de febrero | 18:30 | La Granja      | 200 |
| Lacturale CD Orvina          | 1 - 1 | Valladolid FS              | 25 de febrero | 19:30 | Ezkaba         | 300 |
| Femesala Elche               | 8 - 3 | FSF Móstoles               | 25 de febrero | 19:30 | Esperanza Lag  | 500 |
| Majadahonda FSF/Afar 4       | 3 - 3 | Diamante Logroño           | 25 de febrero | 20:00 | La Granadilla  | 100 |
| Burela FS Pescados Rubén     | 2 - 0 | Cajasur Córdoba            | 26 de febrero | 12:00 | Vista Alegre   | 300 |

| Rubí FS                    | 1 - 4  | Lacturale CD Orvina          | 10 de marzo | 17:00 | La Llana         | 120 |
| Ponte Ourense              | 5 - 4  | C. Queralt Gironella         | 10 de marzo | 17:00 | Los Remedios     | 100 |
| VP Soto del Real           | 4 - 2  | Femesala Elche               | 10 de marzo | 18:00 | Mun. Soto Real   | 300 |
| FSF Móstoles               | 3 - 3  | Atlético Madrid Navalcarnero | 10 de marzo | 18:30 | Villafontana     | 800 |
| Cajasur Córdoba            | 4 - 2  | Natudelia.com Zaragoza       | 10 de marzo | 18:30 | PDM Vista Alegre | 300 |
| CD Universidad de Alicante | 0 - 0  | Cidade de As Burgas          | 10 de marzo | 19:00 | Univ. Alicante   | 200 |
| Valladolid FS              | 4 - 1  | Diamante Logroño             | 10 de marzo | 20:00 | Lalo García      | 250 |
| Burela FS Pescados Rubén   | 13 - 1 | Majadahonda FSF/Afar 4       | 11 de marzo | 12:30 | Vista Alegre     | 200 |

| Diamante Logroño | 3 - 1   | Rubí FS                    | 17 de marzo | 16:00 | Pal. Deportes  | 300 |
| Cidade de As Burgas | 0 - 4   | FSF Móstoles               | 17 de marzo | 17:00 | Los Remedios   | 200 |
| Femesala Elche | 2 - 1   | Ponte Ourense              | 17 de marzo | 17:00 | Esperanza Lag  | 300 |
| C. Queralt Gironella | 2 - 2   | Cajasur Córdoba            | 17 de marzo | 17:30 | Mun. Gironella | 300 |
| Atlético Madrid Navalcarnero                                                                                            | 8 - 4   | VP Soto del Real           | 17 de marzo | 18:00 | La Estación    | 300 |
| Natudelia.com Zaragoza                                                                                                  | 1 - 7   | Burela FS Pescados Rubén   | 17 de marzo | 18:30 | La Granja      | 150 |
| Lacturale CD Orvina | 4 - 5   | CD Universidad de Alicante | 17 de marzo | 19:00 | Ezkaba         | 350 |
| Majadahonda FSF/Afar 4                                                                                                  | 3 - 2N1 | Valladolid FS              | 17 de marzo | 20:00 | La Granadilla  | 50  |
| Nota 1: La segunda parte se jugó el día 22 de mayo debido a indisposición arbitral tras la disputa de la primera parte. |         |                            |             |       |                |     |

| Universidad de Alicante  | 2 - 1 | Diamante Logroño             | 24 de marzo | 16:00 | Univ. Alicante   | 200  |
| Rubí FS                  | 1 - 3 | Valladolid FSF               | 24 de marzo | 17:00 | La Llana         | 200  |
| Ponte Ourense            | 1 - 5 | Atlético Madrid Navalcarnero | 24 de marzo | 17:00 | Los Remedios     | 1900 |
| VP Soto del Real         | 3 - 6 | Cidade de As Burgas          | 24 de marzo | 18:00 | Mun. Soto Real   | 200  |
| FSF Móstoles             | 3 - 3 | Lacturale CD Orvina          | 24 de marzo | 18:30 | Villafontana     | 200  |
| Cajasur Córdoba          | 9 - 1 | Femesala Elche               | 24 de marzo | 18:30 | PDM Vista Alegre | 300  |
| Burela FS Pescados Rubén | 1 - 0 | C. Queralt Gironella         | 24 de marzo | 18:30 | Vista Alegre     | 300  |
| Natudelia.com Zaragoza   | 6 - 2 | Majadahonda FSF/Afar 4       | 24 de marzo | 18:30 | La Granja        | 300  |

| Femesala Elche               | 0 - 1  | Burela FS Pescados Rubén | 31 de marzo | 16:00 | Esperanza Lag  | 500  |
| Cidade de As Burgas          | 1 - 4  | Ponte Ourense            | 31 de marzo | 16:30 | Los Remedios   | 2000 |
| Majadahonda FSF/Afar         | 7 - 5  | Rubí FS                  | 31 de marzo | 17:00 | La Granadilla  | 50   |
| Lacturale CD Orvina          | 5 - 3  | VP Soto del Real         | 31 de marzo | 17:30 | Ezkaba         | 350  |
| C. Queralt Gironella         | 2 - 1  | Natudelia.com Zaragoza   | 31 de marzo | 17:30 | Mun. Gironella | 300  |
| Diamante Logroño             | 4 - 4  | FSF Móstoles             | 31 de marzo | 18:00 | Pal. Deportes  | 300  |
| Atlético Madrid Navalcarnero | 11 - 5 | Cajasur Córdoba          | 31 de marzo | 18:00 | La Estación    | 300  |
| Valladolid FSF               | 3 - 2  | Universidad de Alicante  | 31 de marzo | 19:30 | Lalo García    | 200  |

| Ponte Ourense            | 7 - 0 | Lacturale CD Orvina          | 14 de abril | 17:00 | Los Remedios     | 800 |
| VP Soto del Real         | 5 - 4 | Diamante Logroño             | 14 de abril | 18:00 | Mun. Soto Real   | 200 |
| C. Queralt Gironella     | 7 - 2 | Majadahonda FSF/Afar         | 14 de abril | 18:15 | Mun. Gironella   | 200 |
| FSF Móstoles             | 6 - 2 | Valladolid FSF               | 14 de abril | 18:30 | Villafontana     | 300 |
| Cajasur Córdoba          | 5 - 2 | Cidade de As Burgas          | 14 de abril | 18:30 | PDM Vista Alegre | 150 |
| Burela FS Pescados Rubén | 4 - 2 | Atlético Madrid Navalcarnero | 14 de abril | 18:30 | Vista Alegre     | 500 |
| Natudelia.com Zaragoza   | 5 - 2 | Femesala Elche               | 14 de abril | 18:30 | La Granja        | 200 |
| Universidad de Alicante  | 5 - 3 | Rubí FS                      | 14 de abril | 19:00 | Univ. Alicante   | 200 |

| Cidade de As Burgas          | 3 - 5  | Burela FS Pescados Rubén | 21 de abril | 16:30 | Los Remedios  | 600 |
| Rubí FS                      | 3 - 4  | FSF Móstoles             | 21 de abril | 17:00 | La Llana      | 100 |
| Atlético Madrid Navalcarnero | 9 - 1  | Natudelia.com Zaragoza   | 21 de abril | 17:00 | La Estación   | 250 |
| Majadahonda FSF/Afar         | 2 - 7  | Universidad de Alicante  | 21 de abril | 18:00 | La Granadilla | 100 |
| Diamante Logroño             | 5 - 1  | Ponte Ourense            | 21 de abril | 18:00 | Pal. Deportes | 300 |
| Femesala Elche               | 0 - 2  | C. Queralt Gironella     | 21 de abril | 18:00 | Esperanza Lag | 200 |
| Valladolid FSF               | 5 - 2  | VP Soto del Real         | 21 de abril | 19:30 | Lalo García   | 100 |
| Lacturale CD Orvina          | 2 - 12 | Cajasur Córdoba          | 21 de abril | 19:30 | Ezkaba        | 100 |

| Ponte Ourense            | 2 - 2 | Valladolid FSF               | 28 de abril | 17:00 | Los Remedios     | 600 |
| VP Soto del Real         | 6 - 4 | Rubí FS                      | 28 de abril | 18:00 | Mun. Soto Real   | 300 |
| Femesala Elche           | 3 - 3 | Majadahonda FSF/Afar         | 28 de abril | 18:00 | Esperanza Lag    | 200 |
| FSF Móstoles             | 2 - 0 | Universidad de Alicante      | 28 de abril | 18:30 | Villafontana     | 200 |
| Cajasur Córdoba          | 2 - 2 | Diamante Logroño             | 28 de abril | 18:30 | PDM Vista Alegre | 200 |
| Natudelia.com Zaragoza   | 4 - 3 | Cidade de As Burgas          | 28 de abril | 18:30 | La Granja        | 200 |
| C. Queralt Gironella     | 5 - 4 | Atlético Madrid Navalcarnero | 29 de abril | 17:00 | Mun. Gironella   | 600 |
| Burela FS Pescados Rubén | 5 - 2 | Lacturale CD Orvina          | 1 de mayo   | 12:00 | Vista Alegre     | 300 |

| Rubí FS                      | 1 - 8 | Ponte Ourense            | 12 de mayo | 17:00 | La Llana       | 100 |
| Diamante Logroño             | 2 - 1 | Burela FS Pescados Rubén | 12 de mayo | 18:00 | Pal. Deportes  | 200 |
| Cidade de As Burgas          | 1 - 3 | C. Queralt Gironella     | 12 de mayo | 18:00 | Los Remedios   | 250 |
| Atlético Madrid Navalcarnero | 3 - 0 | Femesala Elche           | 12 de mayo | 18:00 | La Estación    | 400 |
| Universidad de Alicante      | 6 - 1 | VP Soto del Real         | 12 de mayo | 19:00 | Univ. Alicante | 150 |
| Lacturale CD Orvina          | 4 - 1 | Natudelia.com Zaragoza   | 12 de mayo | 19:30 | Ezkaba         | 450 |
| Majadahonda FSF/Afar         | 5 - 6 | FSF Móstoles             | 12 de mayo | 20:00 | La Granadilla  | 100 |
| Valladolid FSF               | 2 - 2 | Cajasur Córdoba          | 13 de mayo | 12:30 | Lalo García    | 100 |

| Ponte Ourense                | 4 - 3 | Universidad de Alicante | 19 de mayo | 17:00 | Los Remedios     | 200 |
| C. Queralt Gironella         | 6 - 1 | Lacturale CD Orvina     | 19 de mayo | 17:30 | Mun. Gironella   | 300 |
| Femesala Elche               | 2 - 1 | Cidade de As Burgas     | 19 de mayo | 18:00 | Esperanza Lag    | 300 |
| VP Soto del Real             | 1 - 6 | FSF Móstoles            | 19 de mayo | 18:00 | Mun. Soto Real   | 300 |
| Cajasur Córdoba              | 9 - 0 | Rubí FS                 | 19 de mayo | 18:30 | PDM Vista Alegre |     |
| Natudelia.com Zaragoza       | 1 - 3 | Diamante Logroño        | 19 de mayo | 18:30 | La Granja        | 600 |
| Atlético Madrid Navalcarnero | 5 - 3 | Majadahonda FSF/Afar    | 19 de mayo | 19:00 | La Estación      | 400 |
| Burela FS Pescados Rubén     | 3 - 0 | Valladolid FSF          | 20 de mayo | 12:00 | Vista Alegre     | 300 |

| VP Soto del Real           | 9 - 1 | Majadahonda FSF/Afar         | 26 de mayo | 18:00 | Mun. Soto Real | 200 |
| FSF Móstoles               | 5 - 4 | Ponte Ourense                | 26 de mayo | 18:00 | Villafontana   | 250 |
| CD Universidad de Alicante | 4 - 6 | Cajasur Córdoba              | 26 de mayo | 18:00 | Univ. Alicante | 200 |
| Rubí FS                    | 0 - 7 | Burela FS Pescados Rubén     | 26 de mayo | 18:00 | La Llana       | 100 |
| Valladolid FSF             | 6 - 4 | Natudelia.com Zaragoza       | 26 de mayo | 18:00 | Lalo García    | 500 |
| Diamante Logroño           | 3 - 2 | C. Queralt Gironella         | 26 de mayo | 18:00 | Pal. Deportes  | 450 |
| Lacturale CD Orvina        | 4 - 6 | Femesala Elche               | 26 de mayo | 18:00 | Ezkaba         | 200 |
| Cidade de As Burgas        | 4 - 3 | Atlético Madrid Navalcarnero | 26 de mayo | 18:00 | Los Remedios   | 350 |

| Ponte Ourense                   | 4 - 1 | VP Soto del Real           | 2 de junio | 18:00 | Los Remedios     | 300  |
| Cajasur Córdoba                 | 4 - 3 | FSF Móstoles               | 2 de junio | 18:00 | PDM Vista Alegre | 200  |
| Burela FS Pescados Rubén        | 4 - 1 | CD Universidad de Alicante | 2 de junio | 18:00 | Vista Alegre     | 300  |
| Natudelia.com Zaragoza          | 6 - 4 | Rubí FS                    | 2 de junio | 18:00 | La Granja        | 150  |
| C. Queralt Gironella            | 3 - 2 | Valladolid FSF             | 2 de junio | 18:00 | Mun. Gironella   | 300  |
| Femesala Elche                  | 1 - 1 | Diamante Logroño           | 2 de junio | 18:00 | Esperanza Lag    | 200  |
| Majadahonda FSF/Afar            | 4 - 4 | Cidade de As Burgas        | 2 de junio | 18:00 | La Granadilla    | 200  |
| Atlético Madrid Navalcarnero(C) | 4 - 2 | Lacturale CD Orvina        | 2 de junio | 18:00 | La Estación      | 1500 |

## Estadísticas

### Goleadoras
| Puesto                                                  | Jugadora       | Equipo                       | Goles |
| ------------------------------------------------------- | -------------- | ---------------------------- | ----- |
| 1                                                       | Beatriz Martín | Móstoles FSF                 | 42    |
| 2                                                       | Amparo Jiménez | Ponte Ourense                | 38    |
| 2                                                       | Pitu           | VP Soto del Real FSF         | 38    |
| 4                                                       | Dany Domingos  | Cajasur Deportivo Córdoba    | 36    |
| 5                                                       | Natalia Flores | Atlético Madrid Navalcarnero | 35    |
| 6                                                       | Sara Iturriaga | Atlético Madrid Navalcarnero | 30    |
| 7                                                       | Elena Mateo    | Majadahonda FSF/Afar 4       | 29    |
| 7                                                       | Anna Costa     | C. Queralt Gironella         | 29    |
| 9                                                       | Andrea Feijoó  | Lacturale CD Orvina          | 25    |
| 10                                                      | Sofía Vieira   | Universidad Alicante         | 24    |
| Última actualización: 4 de junio de 2012. Fuente: ACFSF |                |                              |       |

### Amonestaciones por equipo
| 1                                                   | Gironella             | 18 | 0 |
| 2                                                   | Femesala Elche        | 30 | 0 |
| 3                                                   | Atlético Navalcarnero | 31 | 0 |
| 3                                                   | Rioja                 | 31 | 0 |
| 5                                                   | Valladolid            | 33 | 0 |
| 6                                                   | Móstoles              | 35 | 0 |
| 6                                                   | Ponte Ourense         | 35 | 0 |
| 8                                                   | Zaragoza              | 30 | 3 |
| 9                                                   | Univ Alicante         | 37 | 0 |
| 10                                                  | Cidade As Burgas      | 33 | 2 |
| 11                                                  | Córdoba               | 40 | 0 |
| 12                                                  | Soto del Real         | 37 | 2 |
| 13                                                  | Burela                | 37 | 3 |
| 14                                                  | Rubí                  | 40 | 2 |
| 15                                                  | Orvina                | 50 | 0 |
| 16                                                  | Majadahonda           | 51 | 0 |
| Última actualización: 4 de junio 2012 Fuente: ACFSF |                       |    |   |

### Rachas
- Mayor racha ganadora: Ponte Ourense; 11 jornadas (jornada 10 a 20)
- Mayor racha invicta: Ponte Ourense y Futsi Atlético Navalcarnero; 11 jornadas
- Mayor racha marcando: Ponte Ourense y Futsi Atlético Navalcarnero; 30 jornadas (jornada 1 a 30)
- Mayor racha empatando: 4 equipos; 2 jornadas
- Mayor racha imbatida: 4 equipos; 2 jornadas
- Mayor racha perdiendo: Rubí; 13 jornadas (jornada 18 a 30)
- Mayor racha sin ganar: Rubí; 22 jornadas (jornada 9 a 30)
- Mayor racha sin marcar: Rioja; 4 jornadas (jornada 14 a 17)
- Mayor goleada en casa:

Ponte Ourense 13 - 0 Majadahonda (4 de febrero)
- Mayor goleada a domicilio:

Orvina 2 - 12 Córdoba (21 de abril)
- Partido con más goles:

Majadahonda 5 - 11 Futsi Navalcarnero (14 de enero)
Córdoba 13 - 3 Majadahonda (18 de febrero)
Futsi Navalcarnero 11 - 5 Córdoba (31 de marzo)

### Asistencia en los estadios
| Pos                                      | Equipo                         | Pabellón           | Total  | Más alta | Más baja | Media |
| ---------------------------------------- | ------------------------------ | ------------------ | ------ | -------- | -------- | ----- |
| 1                                        | Ponte Ourense                  | Os Remedios        | 9 400  | 1 900    | 100      | 627   |
| 2                                        | Cidade As Burgas FS            | Os Remedios        | 6 400  | 2 000    | 200      | 427   |
| 3                                        | CD Futsi Atlético Navalcarnero | La Estación        | 6 350  | 1 500    | 200      | 423   |
| 4                                        | Gironella                      | Mun. Gironella     | 5 200  | 700      | 200      | 347   |
| 5                                        | Orvina                         | Ezkaba             | 5 100  | 500      | 100      | 340   |
| 6                                        | Burela                         | Vista Alegre       | 5 000  | 500      | 200      | 333   |
| 7                                        | Femesala Elche                 | Esperanza Lag      | 4 900  | 700      | 200      | 327   |
| 8                                        | FSF Móstoles                   | Villafontana       | 4 750  | 800      | 200      | 317   |
| 9                                        | Zaragoza                       | La Granja          | 4 150  | 600      | 150      | 277   |
| 10                                       | Córdoba                        | PMD Vista Alegre   | 3 750  | 500      | 150      | 268   |
| 11                                       | Rioja                          | Pal Dep Rioja      | 3 950  | 450      | 100      | 263   |
| 12                                       | Soto del Real                  | Mun. Soto del Real | 3 800  | 300      | 200      | 253   |
| 13                                       | Valladolid                     | Lalo García        | 3 575  | 500      | 100      | 238   |
| 14                                       | Univ Alicante                  | Univ Alicante      | 3 150  | 400      | 100      | 225   |
| 15                                       | Rubí                           | La Llana           | 3 320  | 600      | 100      | 221   |
| 16                                       | Majadahonda FSF/Afar 4         | La Granadilla      | 1 550  | 200      | 50       | 103   |
| Total                                    | Total                          | Total              | 74 345 | 2 000    | 50       | 312   |
| Última actualización: 4 de junio de 2012 |                                |                    |        |          |          |       |

### Otros datos estadísticos
En el cuadro se detalla el resumen de goles, espectadores, amarillas y expulsiones por jornada y totales.
| Datos estadísticos por jornada | Datos estadísticos por jornada | Datos estadísticos por jornada | Datos estadísticos por jornada | Datos estadísticos por jornada |
| --- | ------------------------------ | ------------------------------ | ------------------------------ | ------------------------------ |
| \| Jornada \| Goles · \| Amarillas · \| Expulsiones · \| Espectadores \| \| Jornada 1 \| 60 \| 20 \| 0 \| 2.350 \| \| Jornada 2 \| 52 \| 17 \| 0 \| 2.525 \| \| Jornada 3 \| 55 \| 25 \| 0 \| 2.750 \| \| Jornada 4 \| 56 \| 20 \| 0 \| 1.800 \| \| Jornada 5 \| 52 \| 19 \| 0 \| 2.200 \| \| Jornada 6 \| 35 \| 18 \| 0 \| 2.350 \| \| Jornada 7 \| 53 \| 19 \| 2 \| 2.350 \| \| Jornada 8 \| 63 \| 25 \| 1 \| 2.950 \| \| Jornada 9 \| 54 \| 22 \| 4 \| 2.200 \| \| Jornada 10 \| 52 \| 17 \| 0 \| 2.650 \| \| Jornada 11 \| 61 \| 18 \| 0 \| 1.850 \| \| Jornada 12 \| 66 \| 12 \| 0 \| 3.000 \| \| Jornada 13 \| 65 \| 19 \| 1 \| 2.250 \| \| Jornada 14 \| 56 \| 22 \| 0 \| 2.650 \| \| Jornada 15 \| 37 \| 18 \| 0 \| 2.350 \| \| Jornada 16 \| 54 \| 19 \| 0 \| 2.550 \| \| Jornada 17 \| 37 \| 20 \| 0 \| 2.800 \| \| Jornada 18 \| 54 \| 17 \| 1 \| 2.300 \| \| Jornada 19 \| 47 \| 14 \| 0 \| 2.200 \| \| Jornada 20 \| 51 \| 17 \| 0 \| 2.270 \| \| Jornada 21 \| 49 \| 22 \| 0 \| 1.950 \| \| Jornada 22 \| 47 \| 28 \| 0 \| 3.600 \| \| Jornada 23 \| 58 \| 23 \| 0 \| 4.000 \| \| Jornada 24 \| 61 \| 13 \| 0 \| 2.550 \| \| Jornada 25 \| 63 \| 16 \| 0 \| 1.750 \| \| Jornada 26 \| 49 \| 29 \| 1 \| 2.600 \| \| Jornada 27 \| 46 \| 16 \| 1 \| 1.750 \| \| Jornada 28 \| 48 \| 16 \| 0 \| 2.400 \| \| Jornada 29 \| 68 \| 13 \| 0 \| 2.250 \| \| Jornada 30 \| 48 \| 14 \| 1 \| 3.150 \| \| TOTALES \| 1.597 \| 568 \| 12 \| 74.345 \| \| Media (por jornada) \| 53,2 \| 18,9 \| 0,4 \| 2.512 \| \| ------------------- \| ------- \| ----------- \| ------------- \| ------------ \| · Las amarillas contabilizan el total, en caso de doble amarilla se apuntarán dos amarillas y ninguna expulsión. Actualizado el 04 de junio de 2012 |                                |                                |                                |                                |
| Jornada | Goles ·                        | Amarillas ·                    | Expulsiones ·                  | Espectadores                   |
| Jornada 1 | 60                             | 20                             | 0                              | 2.350                          |
| Jornada 2 | 52                             | 17                             | 0                              | 2.525                          |
| Jornada 3 | 55                             | 25                             | 0                              | 2.750                          |
| Jornada 4 | 56                             | 20                             | 0                              | 1.800                          |
| Jornada 5 | 52                             | 19                             | 0                              | 2.200                          |
| Jornada 6 | 35                             | 18                             | 0                              | 2.350                          |
| Jornada 7 | 53                             | 19                             | 2                              | 2.350                          |
| Jornada 8 | 63                             | 25                             | 1                              | 2.950                          |
| Jornada 9 | 54                             | 22                             | 4                              | 2.200                          |
| Jornada 10 | 52                             | 17                             | 0                              | 2.650                          |
| Jornada 11 | 61                             | 18                             | 0                              | 1.850                          |
| Jornada 12 | 66                             | 12                             | 0                              | 3.000                          |
| Jornada 13 | 65                             | 19                             | 1                              | 2.250                          |
| Jornada 14 | 56                             | 22                             | 0                              | 2.650                          |
| Jornada 15 | 37                             | 18                             | 0                              | 2.350                          |
| Jornada 16 | 54                             | 19                             | 0                              | 2.550                          |
| Jornada 17 | 37                             | 20                             | 0                              | 2.800                          |
| Jornada 18 | 54                             | 17                             | 1                              | 2.300                          |
| Jornada 19 | 47                             | 14                             | 0                              | 2.200                          |
| Jornada 20 | 51                             | 17                             | 0                              | 2.270                          |
| Jornada 21 | 49                             | 22                             | 0                              | 1.950                          |
| Jornada 22 | 47                             | 28                             | 0                              | 3.600                          |
| Jornada 23 | 58                             | 23                             | 0                              | 4.000                          |
| Jornada 24 | 61                             | 13                             | 0                              | 2.550                          |
| Jornada 25 | 63                             | 16                             | 0                              | 1.750                          |
| Jornada 26 | 49                             | 29                             | 1                              | 2.600                          |
| Jornada 27 | 46                             | 16                             | 1                              | 1.750                          |
| Jornada 28 | 48                             | 16                             | 0                              | 2.400                          |
| Jornada 29 | 68                             | 13                             | 0                              | 2.250                          |
| Jornada 30 | 48                             | 14                             | 1                              | 3.150                          |
| TOTALES | 1.597                          | 568                            | 12                             | 74.345                         |
| Media (por jornada) | 53,2                           | 18,9                           | 0,4                            | 2.512                          |